# Friderika Bayer
Friderika Bayer, född 4 oktober 1971 i Budapest, är en ungersk sångerska.
Hon deltog i Eurovision Song Contest 1994 med låten Kinek mondjam el vétkeimet? (sv: För vem kan jag berätta mina synder?). Låten såg i början av omröstningen ut att vinna, men hamnade till slut på fjärde plats med 122 poäng. Sveriges jury gav bidraget tolv (högsta) poäng.

## Diskografi
- 2003 – Friderika Gospel
- 2001 – Hazatalász
- 1999 – Kincs, ami van
- 1998 – Boldog vagyok
- 1996 – Friderika II
- 1994 – Friderika